# Obererlach
Obererlach ist ein Ortsteil des Marktes Altomünster im oberbayerischen Landkreis Dachau. Am 1. Mai 1978 kam Obererlach als Ortsteil von Pipinsried zu Altomünster. An dem Ort steht nur ein einzelnes Haus.

## Geschichte
Wendelin Lehman aus Oberharmersbach bei Offenburg erwarb 1824 Teile des ehemaligen Indersdorfer Klosterwaldes. Die Hofstatt erhielt den bestehenden Flurnamen Obererlach und den Hausnamen Beim Lehmann. Die Einöde wurde der nahen Gemeinde Pipinsried zugeschlagen. Pfarrsitz war zunächst Langenpettenbach, 1880 pfarrte man das Anwesen auf Antrag des damaligen Bauern Johann Rothörl nach Altomünster um.